# 47歳 人生のステータス
『47歳 人生のステータス』（47さい じんせいのステータス、原題:Brad's Status）は2017年に公開されたアメリカ合衆国のドラマ映画である。監督はマイク・ホワイト、主演はベン・スティラーが務めた。
本作は日本国内で劇場公開されなかったが、2021年6月11日からU-NEXTなどでオンライン上映が始まる予定である。

## ストーリー
ブラッド・スローンは非営利団体の代表を務めていた。ブラッドは愛する妻（メラニー）と息子（トロイ）と一緒に幸福な生活を送っていたが、自分のキャリアが友人たち（クレイグ、ビリー、ニック、ジェイソン）に比べて見劣りしていることを気にしていた。メラニーは「最富裕層の暮らしぶりと私たちのそれを比較する必要はない」と言ってくれたが、ブラッドはどうにも引っかかるものを感じていたのである。
ある日の朝、ブラッドとトロイは大学の下見に行くためにボストンへと出発した。道中、トロイは「ハーバード大学が第一志望なんだ」とブラッドに明かした。それを聞いたブラッドは「俺は大物になれなかったが、息子にはまだそのチャンスがある」と思った。ところが、2人はハーバードに到着したものの、面接の日が昨日だったことを知って愕然とした。ブラッドは事務局に掛け合おうとしたが、トロイがそれを止めた。メラニーの勧めもあって、ブラッドはクレイグに渋々助けを求めることにした。しかし、ブラッドはクレイグの電話番号を把握していなかったため、ビリーからそれを聞き出すことにした。ビリーとの会話の中で、ブラッドはニックが数年前に結婚していたことを知り、「俺はニックの結婚式に招かれなかった。昔の友人ですら俺を軽んじているんだ」と卑屈になった。そして、ブラッドはメラニーとの性行為の頻度が落ち込んでいることについて考え込み、ついには、「メラニーはいとも簡単に満足した。それが原因で、俺のハングリー精神が減退したのではないか」という考えにまで至った。その後、ブラッドとトロイはレストランに立ち寄った。そこで、ブラッドはトロイに愚痴をこぼした。ほどなくして、クレイグから電話がかかってきた。クレイグの口添えで、トロイに面接の機会が与えられることになったのだという。
トロイはブラッドを連れて友人2人にアナーニャとマヤ）に会いに行った。ブラッドは夢に向かってひた走るアナーニャに輝いていた頃の自分を重ねた。アナーニャは「クレイグ先生の講義は好きじゃないですね。あの人は傲慢な上に性差別をしてくるので。」とブラッドに言った。食事をした後、アナーニャから酒を飲みませんかと誘われたが、ブラッドとトロイはその誘いを断ってモーテルへと帰った。
ブラッドはどうにも寝付けなかったため、アナーニャと一緒に酒を飲むことにした。ブラッドが「NPOの活動に人生を捧げたのは間違いだった。金を稼ぐ努力をするべきだった」と愚痴を言ったところ、アナーニャの表情が一気に曇った。ブラッドはそれに気が付いたが、愚痴を止めることができなかった。ブラッドが一通り話し終えた後、アナーニャは「貴方は白人男性という特権を享受しているから、そんなことで頭を抱えてしまう」「恵まれない子供たちのために尽くしているのは素晴らしいことですよ。」と言った。
トロイは人生の師と仰ぐ音楽科の教員と面談したが、思っていたほどの大人物ではなかったと幻滅した。それを聞いたブラッドが「社会に出たことがないお前に人間の値打ちが判断できるわけないだろ」と一喝したところ、2人は口論になった。トロイが面接を受けている最中、ブラッドの元にジェイソンから電話がかかってきた。ジェイソンの娘が難病を患っていることを知り、ブラッドは大いに動揺した。その後、ブラッドはトロイを連れて母校のタフツ大学へと向かったが、ブラッドの恩師は数日前に亡くなっていた。トロイが大学を見物している間、ブラッドはまたしても考え込んでしまった。そんな折、彼の元にメラニーから電話がかかってきた。ブラッドは息子を誇りに思っていること、これからもメラニーと一緒に暮らしていきたいと思っていることを改めて伝えた。
翌日、ブラッドはある事実を知ることになった。

## キャスト
- ベン・スティラー - ブラッド・スローン
- マイケル・シーン - クレイグ・フィッシャー
- ジェナ・フィッシャー - メラニー・スローン
- ルーク・ウィルソン - ジェイソン・ハットフィールド
- オースティン・エイブラムス - トロイ・スローン
  - デヴォン・パッカー - 子供時代のトロイ・スローン
- ジェマイン・クレメント - ビリー・ウェアズルター
- マイク・ホワイト - ニック・パスカル
- ジミー・キンメル - 本人
- シャジ・ラジャ - アナーニャ
- ルイーザ・リー - マヤ

## 製作
2016年7月13日、プランBエンターテインメントが製作する新作コメディ映画にベン・スティラーが起用されたとの報道があった。10月31日、マイケル・シーン、ルーク・ウィルソン、ジェナ・フィッシャーがキャスト入りした。同月、本作の主要撮影がカナダのモントリオールで始まった。2017年6月19日、マーク・マザーズボーが本作で使用される楽曲を手掛けることになったと報じられた。

## 公開・マーケティング
2017年5月18日、アマゾン・スタジオズとアンナプルナ・ピクチャーズが本作を共同で配給することになったとの報道があった。7月25日、本作のオフィシャル・トレイラーが公開された。9月9日、本作は第42回トロント国際映画祭でプレミア上映された。

## 評価
本作は批評家から好意的に評価されている。映画批評集積サイトのRotten Tomatoesには170件のレビューがあり、批評家支持率は79%、平均点は10点満点で6.84点となっている。サイト側による批評家の見解の要約は「『47歳 人生のステータス』の設定はありきたりなものだが、ベン・スティラーとオースティン・エイブラムスによって演じられる心温まる交流と奥深い洞察のお陰で、出来映えは平凡以上のものとなった。」となっている。また、Metacriticには40件のレビューがあり、加重平均値は71/100となっている。